# Reute, Appenzell Ausserrhoden
Reute (schweizertyska: I de Rüüti) är en ort och kommun i kantonen Appenzell Ausserrhoden i Schweiz. Kommunen har 700 invånare (2023).
I kommunen finns de tre byarna Mohren, Reute och Schachen.